# Snakes & Arrows
Snakes & Arrows je osmnácté studiové album kanadské rockové skupiny Rush. Album vyšlo v roce 2007 a spolu se skupinou Rush jej produkoval Nick Raskulinecz

## Seznam skladeb
| Pořadí | Název                       | Hudba        | Text  | Délka |
| ------ | --------------------------- | ------------ | ----- | ----- |
| 1.     | Far Cry                     | Lifeson, Lee | Peart | 5:21  |
| 2.     | Armor and Sword             | Lifeson, Lee | Peart | 6:36  |
| 3.     | Workin' Them Angels         | Lifeson, Lee | Peart | 4:47  |
| 4.     | The Larger Bowl (A Pantoum) | Lifeson, Lee | Peart | 4:07  |
| 5.     | Spindrift                   | Lifeson, Lee | Peart | 5:24  |
| 6.     | The Main Monkey Business    | Lifeson, Lee | Peart | 6:01  |
| 7.     | The Way the Wind Blows      | Lifeson, Lee | Peart | 6:28  |
| 8.     | Hope                        | Lifeson      | Peart | 2:03  |
| 9.     | Faithless                   | Lifeson, Lee | Peart | 5:31  |
| 10.    | Bravest Face                | Lifeson, Lee | Peart | 5:12  |
| 11.    | Good News First             | Lifeson, Lee | Peart | 4:51  |
| 12.    | Malignant Narcissism        | Lifeson, Lee | Peart | 2:17  |
| 13.    | We Hold On                  | Lifeson, Lee | Peart | 4:13  |

## Sestava
- Geddy Lee – zpěv, basová kytara, mellotron, basový pedál
- Alex Lifeson – elektrická kytara, akustická kytara, dvanáctistrunná kytara, mandolína, buzuki
- Neil Peart – bicí, perkuse